# Volstroff
Volstroff é uma comuna francesa na região administrativa de Grande Leste, no departamento de Mosela. Estende-se por uma área de 12,22 km². Em 2010 a comuna tinha 2 028 habitantes (densidade: 166 hab./km²).